# Bistum Orléans
Das Bistum Orléans (lateinisch Dioecesis Aurelianensis, französisch Diocèse de Orléans) ist eine in Frankreich gelegene römisch-katholische Diözese mit Sitz in Orléans.

## Geschichte
Das Bistum Orléans wurde im 3. Jahrhundert errichtet und dem Erzbistum Sens als Suffraganbistum unterstellt. Am 20. Oktober 1622 wurde das Bistum Orléans dem Erzbistum Paris als Suffraganbistum unterstellt. Dem Bistum Orléans wurden am 29. November 1801 Teile des Gebietes des Bistums Blois angegliedert. Am 6. Oktober 1822 gab das Bistum Orléans Teile seines Territoriums zur Wiedererrichtung des Bistums Blois ab. Am 9. Oktober 1966 wurde das Bistum Orléans dem Erzbistum Bourges als Suffraganbistum unterstellt. Das Bistum Orléans wurde am 16. Dezember 2002 dem Erzbistum Tours als Suffraganbistum unterstellt.
Im November 2018 wurde der ehemalige Ortsbischof André Fort zu einer achtmonatigen Bewährungsstrafe wegen Vertuschung von Missbrauchsfällen verurteilt. Der Täter, Diözesanpriester Pierre de Castelet, erhielt eine dreijährige Freiheitsstrafe, von der er zwei Jahre verbüßen musste.